# Психотерапија и егзистенцијализам (књига)
Психотерапија и егзистенцијализам: смисао и душевно здравље (енгл. Psychotherapy and Exisstentialism) је стручна књига из логотерапије аустријског неуролога и психијатра Виктора Емила Франкла (енгл. Viktor E. Frankl) (1905—1997) објављена 1946. године. Српско издање књиге је први пут објавило Издавачко предузеће "Жарко Албуљ" 2009. године у преводу Наде Драгојевић и Александра Ђ. Миленковића.

## О аутору
Виктор Е. Франкл рођен 1905. године је био професор неурологије и психијатрије. Током Другог светског рата боравио је у неким од најокрутнијих концентрационих логора и након тога посветио се развијању егзистенцијалистичког правца у третирању најосетљивијих питања људског постојања – логотерапије. Франкл је био професор на универзитетима у Бечу и у Сједињеним Америчким Државама, као и начелник Бечке неуролошке клинике и председник Аустријског друштва психијатара.
Најпознатије књиге Виктора Франкла преведене на српски језик: Нечујан вапај за смислом, Бог Подсвести, Како пронаћи смисао живота, Психотерапија и егзистенцијализам и Човекова потрага за смислом.
Франкл је умро 1997. године.

## О делу
Књига Психотерапија и егзистенцијализам представља сабране текстове Виктора Франкла из области логотерапије, који из неколико углова прилазе феномену људске патње. У дијалогу са традицијом егзистенцијалистичке филозофије третиран је појам људске патње као један могући вид изналажења смисла и сврховитости живота. Књига  Психотерапија и егзистенцијализам износи познати Франклов став да „живот, сваки живот, у свакој ситуацији и до последњег даха, има и задржава смисао“.
Аутор је одабрао за ову књигу есеје који могу пружити најјасније и најнепосредније разумевање принципа логотерапије и њихове терапеутске примене, есеје који допуњавају шире разматрање логотерапије у осталим његовим књигама и који даље пружају основ за даље разматрање свих аспеката тог система.
Као поборник логотерапије, психотерапеутског правца и практичног умећа проналажења и оснаживања смисла живота, Франкл износи и промовише уверење да су људска бића, мимо потребе за задовољством или моћи, изнад свега бића која су обликована трагањем за смислом као сврхом и највреднијим ступњем самоостварења.